# Metralladora Lewis
La Lewis va ser una metralladora lleugera introduïda a la Primera Guerra Mundial i que va ser usada en aquest conflicte per les forces de l'Imperi britànic. L'arma va ser dissenyada de forma privada als Estats Units, però finalment va ser produïda en massa al Regne Unit.
Tenia una coberta distintiva de refredament del canó (que contenia un dissipador de calor amb aletes d'alumini per refredar el canó de la metralladora) i un carregador de cassola muntat a la part superior. La Lewis va servir fins al final de la guerra de Corea. També va ser àmpliament utilitzat com a metralladora d'avió, gairebé sempre amb la coberta de refredament retirada (ja que el flux d'aire durant el vol ofereix prou refredament), durant les dues guerres mundials.

## Funcionament
Aquesta arma funcionava amb gas. Una part del gas propulsor en expansió es va extreure del canó, impulsant un pistó cap enrere contra un ressort. El pistó estava equipat amb un pal vertical a la part posterior que muntava en una pista de lleva helicoïdal al pern, girant-lo al final del seu recorregut més proper a la recambra. Això va permetre que les tres orelles de bloqueig a la part posterior del pern s'enganxessin als buits del cos de la metralladora per bloquejar-la al seu lloc. El pal també portava un percutor fix, que sobresortia a través d'una obertura a la part davantera del pern, disparant la següent ronda a la part més important del recorregut del pistó.

## Biografia
- Ford, Roger. The World's Great Machine Guns from 1860 to the Present Day.  Londres: Amber Books, 2005. ISBN 978-1-84509-161-3.
- Smith, Joseph E. Small Arms of the World. 10th Rev..  Harrisburg PA (USA): Stackpole Books, 1973. ISBN 978-0-88365-155-1.